# NBA 2K (비디오 게임)
《NBA 2K》는 비주얼 콘셉츠가 개발하고 세가 스포츠가 배급한 농구 시뮬레이션 게임이다. NBA 2K 시리즈 중 첫 번째 게임으로, 1999년 드림캐스트용으로 첫 출시되었다. 필라델피아 세븐티식서스의 앨런 아이버슨이 게임 커버 선수로 장식되었다. 이 게임은 NBA에 기반을 두기 때문에 플레이어가 현재 NBA 시즌의 플레이어 및 팁과 함께 경기할 수 있다. 여러 게임 모드가 존재하며 그 중 한 모드에서 플레이어는 커스터마이즈 가능한 플레이어를 만들 수 있다. NBA 2K는 비평가들로부터 호평을 받았으며 농구 비디오 게임의 기준을 세웠다고 평하였다.

## 평가
| 평가 |        |
| --- | ------ |
| 통합 점수 통합사 점수 게임랭킹스 88% [ 1 ] 평론 점수 평론사 점수 올게임 [ 2 ] 게임 인포머 9/10 [ 3 ] 게임스팟 8.8/10 [ 4 ] IGN 9.2/10 [ 5 ] |        |
| 통합 점수 |        |
| 통합사 | 점수   |
| 게임랭킹스 | 88%    |
| 평론 점수 |        |
| 평론사 | 점수   |
| 올게임 | [ 2 ]  |
| 게임 인포머 | 9/10   |
| 게임스팟 | 8.8/10 |
| IGN | 9.2/10 |